# Eurymorpha
Eurymorpha cyanipes es una especie de coleóptero adéfago de la familia Carabidae. Es el único miembro del género monotípico Eurymorpha.